# Ondina (schip, 1939)
De Ondina was een moderne motortanker van Petroleum Maatschappij La Corona. De Ondina is het enige Nederlandse oppervlakteschip dat in de Tweede Wereldoorlog een vijandig marineschip tot zinken heeft gebracht. Het kreeg op 9 juli 1948, als eerste, de Koninklijke Vermelding bij Dagorder toegekend.

## Ontwerp
De motortanker Ondina was een modern Nederlands schip van Petroleum Maatschappij La Corona en op 1 augustus 1939 opgeleverd door de Nederlandsche Droogdok Maatschappij te Amsterdam. De 130 meter lange tanker had een standaard waterverplaatsing van 6.341 ton en beschikte over een 6-cilinder Werkspoor-dieselmotor die een bescheiden vermogen leverde van 2.800 pk. De maximale snelheid van de Ondina was dan ook slechts 12 knopen. De Ondina had de capaciteit om vijf verschillende soorten smeerolie te vervoeren en deed dan ook op haar maidentrip. Toen de Tweede Wereldoorlog uitbrak, bewapende de Koninklijke Marine het schip met een enkel 102 mm-kanon, geplaatst op de achterste zijde van het schip, en enkele luchtafweermitrailleurs.

## Maidentrip
In de maidentrip van Ondina deed het schip vijf verschillende Amerikaanse havens aan en laadde vijf verschillende soorten smeerolie die getransporteerd moesten worden naar Engeland. Uit veiligheidsoverwegingen sloot de Ondina zich op eigen initiatief aan bij een Brits-Frans konvooi dat vertrok vanuit Halifax (Canada) richting Engeland. Dit veroorzaakte spanningen tussen Nederland en Nazi-Duitsland, omdat Nederland toen nog neutraal was en het door het aansluiten bij een geallieerd konvooi zijn eigen neutraliteit schond. Het werd de kapitein, K. Van der Kooi, niet in dank afgenomen dat hij de Nederlandse neutraliteit in de Tweede Wereldoorlog in gevaar had gebracht. Echter, omdat hij de lading veilig had afgeleverd en omdat de Nederlandse regering erkende dat hij gedreven was door bezorgdheid over zijn schip, bemanning en lading, liep het met een sisser en een waarschuwing aan zijn werkgever af.

## Taak tijdens de Tweede Wereldoorlog
Tijdens de Tweede Wereldoorlog werd het schip niet gevorderd door de Koninklijke Marine en bleef het transporten uitvoeren voor La Corona. Het schip leverde echter niet meer aan Europa, maar wel aan de Verenigde Staten, Australië, Nieuw-Zeeland en diverse Aziatische landen. Naast olie nam het schip vaak ook andere vracht mee, zoals graan. In 1942, in de Australische stad Fremantle, werd Willem Horsman als kapitein benoemd. Eind 1942 moest het schip een vracht van Australië naar India brengen, het werd geëscorteerd door een gloednieuw Bathurstklasse -korvet, HMIS Bengal.

## Strijd met Japanse hulpkruisers
Op 11 november 1942 spotte de Ondina twee Japanse hulpkruisers, de Hokoku Maru en Aikoku Maru. Beide Japanse schepen hadden een waterverplaatsing 10.500 t en waren voorzien van vier 150 mm kanonnen, twee 80 mm kanonnen, vier 25 mm kanonnen en lanceerbuizen voor torpedo's. Ook beschikte de hulpkruisers ieder over twee watervliegtuigen. De Ondina, bewapend met een enkel 102 mm-kanon en luchtafweermitrailleurs, en de Bengal, bewapend met een 76 mm kanon, een 40 mm kanon en enkele machinegeweren, waren zwaar in het nadeel. Desondanks gingen de schepen het gevecht aan met de Japanners, omdat ze te langzaam waren om te vluchten. Iets voor het middaguur begon het gevecht.
De Ondina opende het vuur om 12:05, op een afstand van 8 kilometer van beide Japanse kruisers. De eerste twee afgevuurde projectielen misten, maar het derde projectiel raakte de Hokoku Maru. Dit was een uitzonderlijke prestatie, want de Ondina beschikte niet over afstandsmeters en vuurleiding. Desondanks raakten het vijfde en zesde schot het Japanse schip ook, wat een explosie veroorzaakte op het vijandige schip waardoor het achtersteven afbrak en de watervliegtuigen verloren gingen. Het afgebroken deel van het achterschip zonk en op verschillende plaatsen aan boord brak hevige brand uit. Daarna maakte het schip slagzij over stuurboord waardoor munitie van zijn plaats kwam en er zich nog meer explosies voordeden. Om 13:12 zonk het schip na een laatste explosie. 76 van de 354 bemanningsleden kwamen om, onder wie de commandant.
De Aikoku Maru nam nu beide geallieerde schepen onder vuur. Wegens weinig of geen ammunitie poogden de geallieerde schepen te vluchten; om 12:40 werd er een rookgordijn gelegd door Bengal. Het schip werd echter enkele malen getroffen en er ontstond brand op het achterschip. Hierdoor moest de Bengal zich terugtrekken uit de strijd. Om 13:08 werd de Ondina op de brug geraakt, waarbij kapitein Willem Horsman gedood werd. Zijn laatste bevel was het verlaten van het schip.
De overgebleven Japanse hulpkruiser naderde de Ondina tot op 400 meter en vuurde twee torpedo's af op het verlaten schip, die beide doel troffen. Er werden grote gaten geslagen in de stuurboordzijde van tanks nummer 1 en 2. De Ondina maakte hierdoor dertig graden slagzij, maar bleef drijven op de andere tanks. De Japanners dachten echter dat het lot van de tanker bezegeld was en draaiden langs de voorzijde van de tanker en begonnen de reddingsboten en vlotten te beschieten. Deze wandaad werd waarschijnlijk uit frustratie om het verlies van de Hokoku Maru en het ontsnappen van de Bengal uitgevoerd. Door de beschieting werden drie stokers gedood en hoofdmachinist J.J.F. Niekerk verwond. Niekerk overleed een uur later aan zijn verwondingen.
Om 15:00 had de Aikoku Maru de overlevenden van haar zusterschip opgepikt en keerde daarna terug naar de nog steeds drijvende Nederlandse tanker. De Japanners vuurden nog een torpedo af op de tanker, maar deze miste. Overtuigd dat de tanker toch verloren was, verliet de Japanse hulpkruiser het strijdtoneel en voer in noordelijke richting weg zonder zich om de drenkelingen van de Ondina te bekommeren. 

## Na de strijd
Nadat de Japanners het strijdtoneel verlaten hadden, ging een deel van de bemanning in de reddingsboten terug aan boord van de Ondina. Hier blusten zij branden en lieten zij water in diverse tanks lopen, waardoor het schip weer recht kwam te liggen. De motoren werden gecontroleerd en bleken intact te zijn.
Rond 19:00 bevond de gehele bemanning zich weer op het schip. Zij bluste de laatste branden en probeerde diverse geïmproviseerde reparaties uit te voeren.
De volgende dag kreeg kapitein Horsman op eerbiedige wijze een zeemansgraf. Van grotere zorg waren de gewonden. Velen van hen vereisten dringend medische zorg. Na twee dagen waande de bemanning van de Ondina zich veilig genoeg een radiobericht uit te zenden en medische hulp te vragen. Dit bericht werd ongecodeerd uitgezonden omdat meteen na de order schip verlaten, alle papieren, geheime documenten en ook het codeboek overboord gezet waren. Het verrassende en onverwachte bericht werd in Colombo op Ceylon en in Fremantle door de geallieerden met wantrouwen ontvangen. De Bengal had immers gemeld dat de Ondina tot zinken was gebracht en men dacht aan een valstrik, bedacht door de Japanners om een schip naar zich toe te lokken. Vanuit Fremantle ging daarom een sein naar de Ondina om haar positie op te geven. Dit durfde de bemanning van Ondina echter niet te doen omdat hun ongecodeerde bericht zijn positie ook aan de vijand kenbaar zou maken. Daarom bleef medische hulp voorlopig achterwege.
Het was 17 november geworden eer de beschadigde Nederlandse tanker werd verkend door een Australische Catalina vliegboot, ruim 350 kilometer ten noordwesten van Fremantle. Aan boord van de Ondina had men kort van tevoren een schip gezien en met lichtseinen werd aan de Catalina gevraagd contact op te nemen met dat schip en te informeren naar de aanwezigheid van een dokter. Het betreffende schip bleek het Australische hospitaalschip HMAS Wanganella te zijn en het werd snel naar de Ondina gedirigeerd. De volgende dag liep de Nederlandse tanker de haven van Fremantle binnen. De dag daarvoor was Bengal behouden binnengelopen in de haven van Diego Garcia. De laatste dagen had het korvet langzaam moeten varen om brandstof te besparen, maar er hadden zich geen verdere problemen voorgedaan.

## Gevolgen
Het gevecht was een strategische overwinning voor de geallieerden. Het had voor zo'n relatief kleine slag een groot gevolg, de Japanners zetten hierna geen hulpkruisers meer in voor het tot zinken brengen van geallieerde koopvaardijschepen. De overige hulpkruisers van de Japanse Keizerlijke Marine werden verbouwd tot gewapende vrachtschepen.

## Beslissende treffer
De strijd tussen de schepen werd breed verteld en als propagandamiddel gebruikt bij de geallieerden. De bemanning van de HMIS Bengal claimde de beslissende treffer te hebben geschoten op de Hokoku Maru. Vanwege politieke redenen is daar niet over gediscussieerd. In het Japanse rapport over de strijd met de twee geallieerde schepen staat echter: “een granaat van de tanker trof de stuurboordtorpedobuis van de Hokoku Maru en bracht een torpedo tot ontploffing. Het achtergedeelte van het schip werd door vuur aangetast, dat als gevolg van de hierdoor veroorzaakte explosies zonk”. Ook de bemanning van de Ondina was er zeker van het beslissende schot te hebben afgeschoten. 

## Verdere dienst
In 1943 werd de Ondina gerepareerd en kwam in dienst bij de geallieerden. Na de oorlog werd de bewapening verwijderd en werd het schip teruggegeven aan Petroleum Maatschappij La Corona, waar het weer als normale tanker in dienst kwam. HMIS Bengal werd in Bombay gerepareerd en diende tijdens de oorlog als escorteschip in Indiase wateren. Het korvet werd in 1960 buiten dienst gesteld en voor sloop verkocht. De Ondina was na de bevrijding zowel in Antwerpen als in Rotterdam de eerste tanker van La Corona die binnenliep.